# نگوین تی فونگ تائو
نگوین تی فونگ تائو (انگلیسی: Nguyễn Thị Phương Thảo; ۷ ژوئن ۱۹۷۰) کارآفرین و سرمایه‌دار اهل ویتنام است، که بعنوان مالک و مدیرعامل ویت‌جت ایر فعالیت می‌کند.